# 紀元前7千年紀
紀元前7千年紀（きげんぜんななせんねんき）は、西暦による紀元前7000年から紀元前6001年までを指す千年紀（ミレニアム）である。現在からおよそ8000年 - 9000年前に当たる。

## 時代
- 紀元前7000年頃
  - 南アジアのメヘルガル遺跡で定住農耕生活（ - 紀元前5500年頃、メヘルガルⅠ期）。
  - 北西ヨーロッパには森林が広がり、狩人達が新たな狩猟具を手にして獲物を追い始めていた。
    - 投げ槍に替わって弓矢が普及した時代で、中石器時代と呼ばれる。

  - 北アメリカでは気候が温暖化し、マンモスが姿を消す。遊牧インディアンは定住・農耕生活へと向かう。
- 紀元前6200年頃 - 中国遼河流域で興隆窪文化が始まる(遼河文明)。
- 紀元前6000年頃 - 朝鮮が新石器時代に入る。

## できごと
- 紀元前7000年頃 
  - 日本では縄文時代早期。温暖化が進み、海水面は現代とほぼ同じとなる（縄文海進）。
  - 日本の北海道函館市垣ノ島遺跡の縄文時代早期の土坑墓に世界最古級の漆による装飾品が副葬される。
  - 日本の新潟県糸魚川市田海（とうみ）の大角地（おがくち）遺跡の世界最古級のヒスイ製の敲石はこの時代のもの。
  - 中国黄河流域で裴李崗文化が誕生。アワなどを栽培する農耕を行う。河南省舞陽県の賈湖遺跡などが見つかっている。
  - イラン西部ケルマンシャー地方のガンジ・ダレ（英語版）遺跡で「豊穣の女神像（イラン国立博物館蔵）」が作られる。
  - ヨルダンのアイン・ガザル遺跡出土の「アイン・ガザルの像」が作られる。
  - 死海近郊のソドム山北西にあるユダヤ砂漠のナハルヘマール洞窟（英語版）に埋蔵された石製仮面が作られる。
    - イスラエル・ヘブライ大学のオフェル・バー・ヨセフ（英語版）の研究グループによる。

  - キプロス島のマロニ川沿いの農村集落であるヒロキティア（キロキティア）遺跡が形成される。
  - アルゼンチンのパタゴニア地方のクエバ・デ・ラス・マノス（ラス・マノス洞窟）の壁画が描かれ始める。

## 環境の変化
- 紀元前6500年頃 - ブリテン島がヨーロッパ大陸から分離、島となる。
- 紀元前6100年頃 - ノルウェー海で、確認されている中で最大の地すべり（Storegga Slide）が起こり、大津波を引き起こす。

## 発明・発見
- メソポタミア：最初の陶器が作られる。
- 金や銅が使われ始める。
- ウシの飼育。
- 中国：アワの栽培、ブタの飼育。最古の笛。
- 日本：紀元前7000年 - 紀元前6700年頃の神奈川県夏島貝塚で最古の犬の化石。